# Johann Rhédey

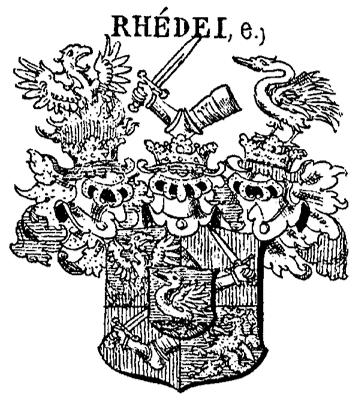
Familienwappen

Graf Johann Rhédey von Kis-Rhéde (* ca. 1713; † 10. Januar 1768 in Wien) war ein k. k. Generalmajor.

## Leben
Er stammte aus dem alten siebenbürgisch-ungarischen Adelsgeschlecht Rhédey von Kis-Rhéde. Seine Eltern waren Graf Ladislaus Rhédey und Maria geb. Toroczkaj. Johann Rhédey trat 1733 in die kaiserliche Armee ein. Er nahm an den Türkenkriegen und im Österreichischen Erbfolgekrieg teil. 1752 diente er als Major im Infanterie-Regiment Nr. 51 und zu Beginn des Siebenjährigen Krieges als Oberstleutnant im Infanterie-Regiment Graf Haller Nr. 31. 1757 zeichnete er sich bei der Belagerung von Schweidnitz aus, des Weiteren in der Schlacht bei Breslau am 22. November 1757 und am 30. Juni 1758 bei Domstadtl. Zur Belohnung erhielt er am 23. Januar 1760 vom Kaiser das Ritterkreuz des Maria-Theresien-Ordens. 1758 avancierte er zum Oberst und 1761 zum Generalmajor.

## Familie
Johann Rhédey heiratete Clara geb. Gräfin von Bethlen († 1758). Die Ehe blieb kinderlos.

## Auszeichnungen
- Maria-Theresien-Orden, Ritterkreuz, 23. Jänner 1760